# U-588
| U-588                      | U-588                                                          | U-588                                                          |
| -------------------------- | -------------------------------------------------------------- | -------------------------------------------------------------- |
|                            |                                                                |                                                                |
|                            |                                                                |                                                                |
|                            |                                                                |                                                                |
| Під прапором               | Третій рейх                                                    | Третій рейх                                                    |
| Спуск на воду              | 23 липня 1941 року                                             | 23 липня 1941 року                                             |
| Виведений зі складу флоту  | 31 липня 1942 року                                             | 31 липня 1942 року                                             |
| Сучасний статус            | затоплений                                                     | затоплений                                                     |
| Проєкт                     |                                                                |                                                                |
| Тип ПЧ                     | Торпедний ДПЧ                                                  | Торпедний ДПЧ                                                  |
| Основні характеристики     |                                                                |                                                                |
| Швидкість (надводна)       | 17,7 вузлів                                                    | 17,7 вузлів                                                    |
| Швидкість (підводна)       | 7,6 вузлів                                                     | 7,6 вузлів                                                     |
| Робоча глибина занурення   | 100 м                                                          | 100 м                                                          |
| Гранична глибина занурення | 220 м                                                          | 220 м                                                          |
| Екіпаж                     | 44 осіб                                                        | 44 осіб                                                        |
| Розміри                    |                                                                |                                                                |
| Довжина найбільша (по КВЛ) | 67,1 м                                                         | 67,1 м                                                         |
| Ширина корпусу найб.       | 6,2 м                                                          | 6,2 м                                                          |
| Висота                     | 9,6 м                                                          | 9,6 м                                                          |
| Середня осадка (по КВЛ)    | 4,70 м                                                         | 4,70 м                                                         |
| Водотоннажність надводна   | 769 т                                                          | 769 т                                                          |
| Озброєння                  |                                                                |                                                                |
| Артилерія                  | одна палубна гармата калібру 88-мм, одна 20-мм зенітна гармата | одна палубна гармата калібру 88-мм, одна 20-мм зенітна гармата |
| Торпедно- мінне озброєння  | 4 носових і один кормовий ТА. 14 торпед                        | 4 носових і один кормовий ТА. 14 торпед                        |

U-588 — німецький підводний човен типу VIIC, часів Другої світової війни.
Замовлення на будівництво човна було віддане 16 січня 1940 року. Човен був закладений на верфі суднобудівної компанії «Blohm & Voss», у Гамбургу 31 жовтня 1940 року під заводським номером 564, спущений на воду 23 липня 1941 року. 18 вересня 1941 року увійшов до складу 6-ї флотилії. Єдиним командиром човна був капітан-лейтенант Віктор Фогель.
Човен зробив 4 бойові походи, в яких потопив 7 (загальна водотоннажність 31 492 брт) та пошкодив 2 (загальна водотоннажність 13 131 брт) судна.
Потоплений 31 липня 1942 року у Північній Атлантиці на схід від Ньюфаундленду (49°59′ пн. ш. 36°36′ зх. д. / 49.983° пн. ш. 36.600° зх. д.) глибинними бомбами канадських корвету «Ветасківін» та есмінця «Скіна». Всі 46 членів екіпажу загинули.

## Потоплені та пошкоджені кораблі[3]
| Назва              | Тип            | Належність      | Дата            | Тоннаж (БРТ) | Вантаж                                                                                              | Статус     | Місце                                                       |
| Caledonian Monarch | вантажне судно | Велика Британія | 22 січня 1942   | 5 851        | 8075 т пшениці                                                                                      | потоплено  | 58°39′ пн. ш. 7°36′ зх. д. / 58.650° пн. ш. 7.600° зх. д.   |
| Carperby           | вантажне судно | Велика Британія | 1 березня 1942  | 4 890        | 2009 т вугілля та 3262 т коксу                                                                      | потоплено  | 39°57′ пн. ш. 55°40′ зх. д. / 39.950° пн. ш. 55.667° зх. д. |
| Gulftrade          | танкер         | США             | 10 березня 1942 | 6 776        | 80 000 барелів мастила                                                                              | потоплено  | 39°50′ пн. ш. 73°52′ зх. д. / 39.833° пн. ш. 73.867° зх. д. |
| Greylock           | вантажне судно | США             | 9 травня 1942   | 7 460        | 8530 т генеральних вантажів                                                                         | пошкоджено | 44°10′ пн. ш. 63°33′ зх. д. / 44.167° пн. ш. 63.550° зх. д. |
| Kitty´s Brook      | вантажне судно | Велика Британія | 10 травня 1942  | 4 031        | Американські військові вантажі та вантажівки на палубі                                              | потоплено  | 42°56′ пн. ш. 63°59′ зх. д. / 42.933° пн. ш. 63.983° зх. д. |
| Skottland          | вантажне судно | Норвегія        | 17 травня 1942  | 2 117        | Пиломатеріали                                                                                       | потоплено  | 43°07′ пн. ш. 67°18′ зх. д. / 43.117° пн. ш. 67.300° зх. д. |
| Fort Binger        | вантажне судно | Велика Британія | 18 травня 1942  | 5 671        | Баласт                                                                                              | пошкоджено | 43°01′ пн. ш. 67°02′ зх. д. / 43.017° пн. ш. 67.033° зх. д. |
| Plow City          | вантажне судно | США             | 22 травня 1942  | 3 282        | 4971 т бокситової руди                                                                              | потоплено  | 38°53′ пн. ш. 69°57′ зх. д. / 38.883° пн. ш. 69.950° зх. д. |
| Margot             | вантажне судно | Велика Британія | 23 травня 1942  | 4 545        | 5500 т генеральних вантажів та військових матеріалів, включаючи частини літаків, танки та вибухівку | потоплено  | 39°00′ пн. ш. 68°00′ зх. д. / 39.000° пн. ш. 68.000° зх. д. |